# La Dominelais
La Dominelais is een gemeente in het Franse departement Ille-et-Vilaine (regio Bretagne). De plaats maakt deel uit van het arrondissement Redon. La Dominelais telde op 1 januari 2022 1.414 inwoners.

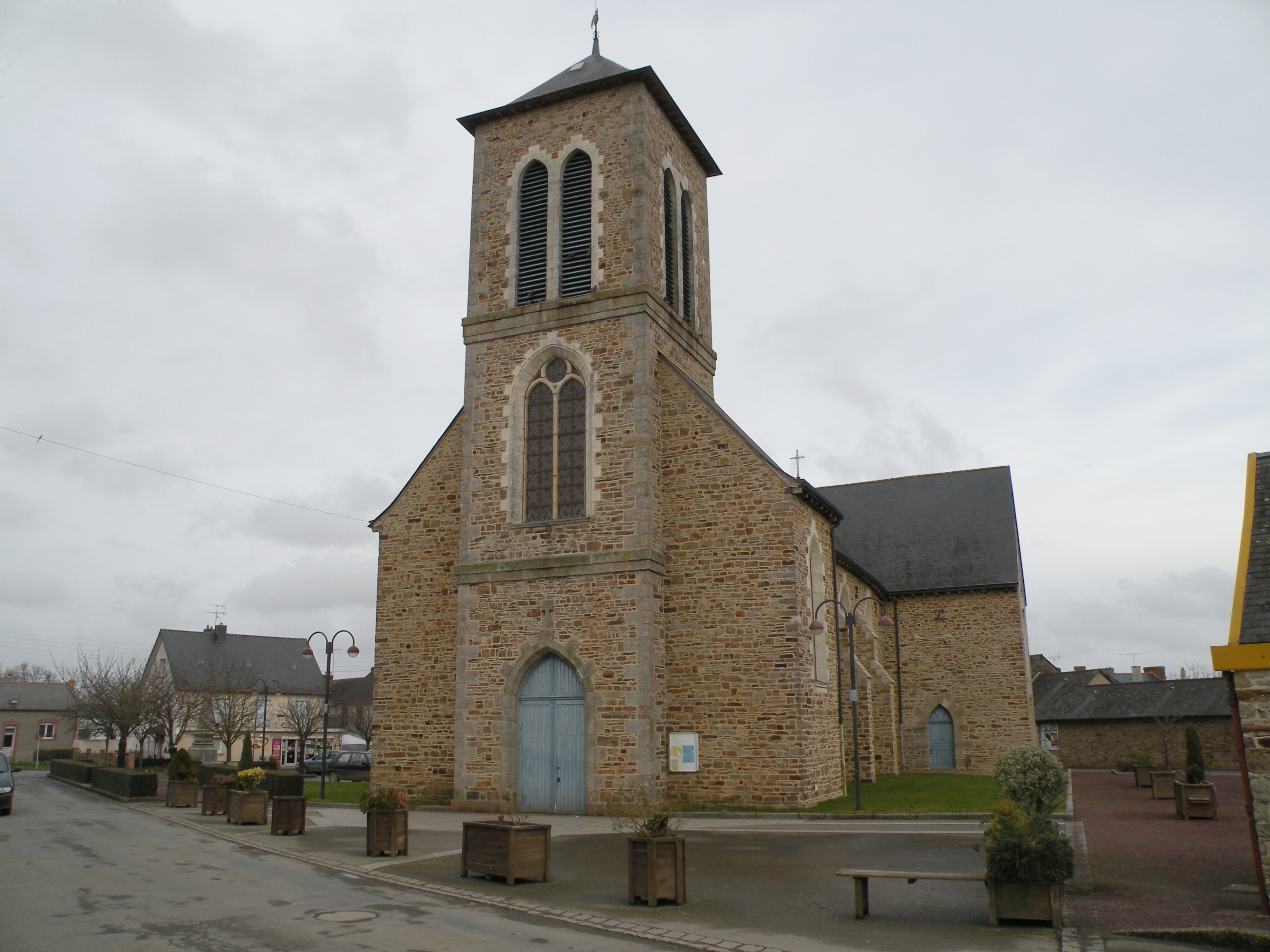
Kerk van La Dominelais
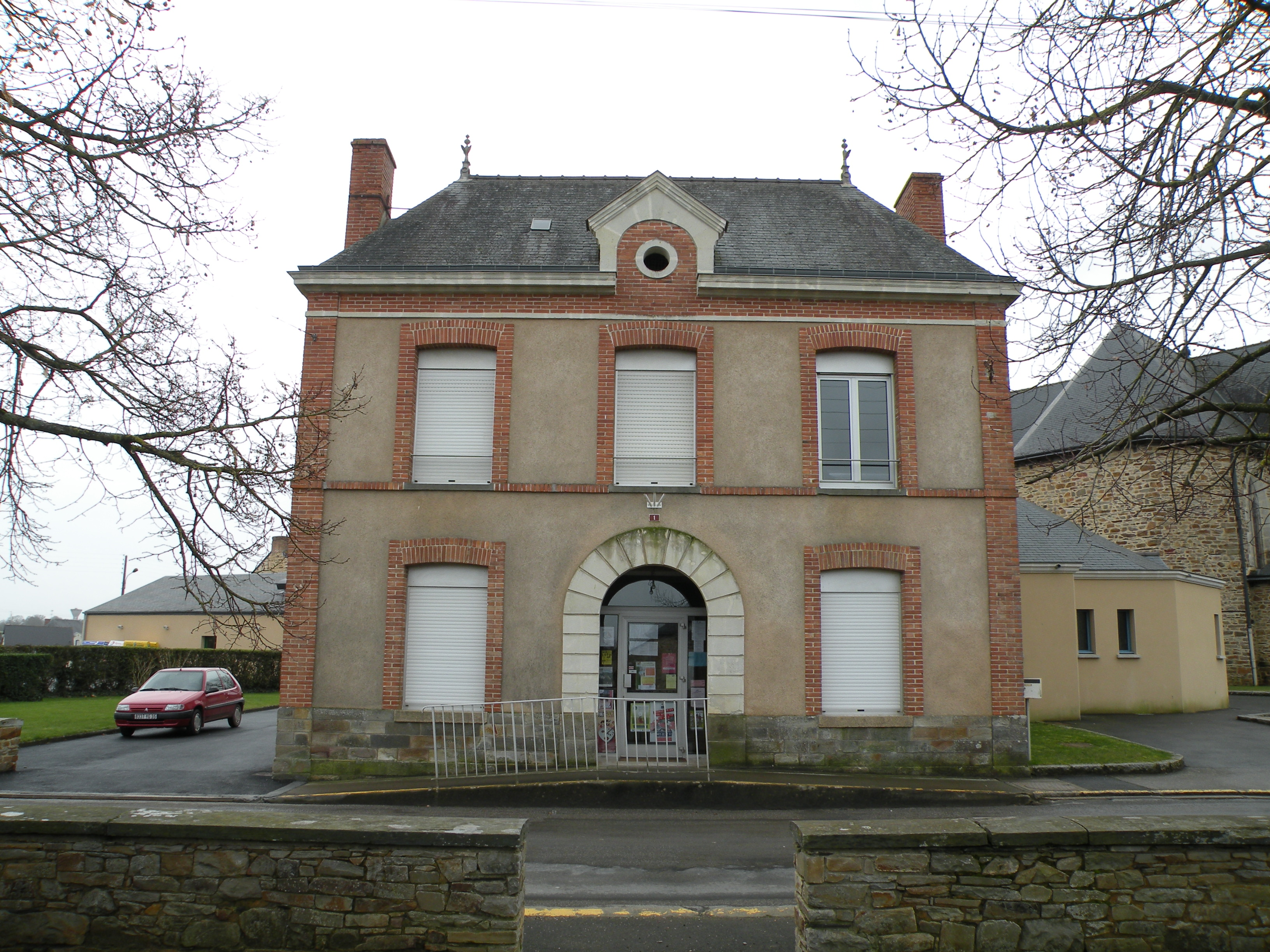
Gemeentehuis

## Geografie
De oppervlakte van La Dominelais bedroeg op 1 januari 2022 32,45 vierkante kilometer; de bevolkingsdichtheid was toen 43,6 inwoners per km².

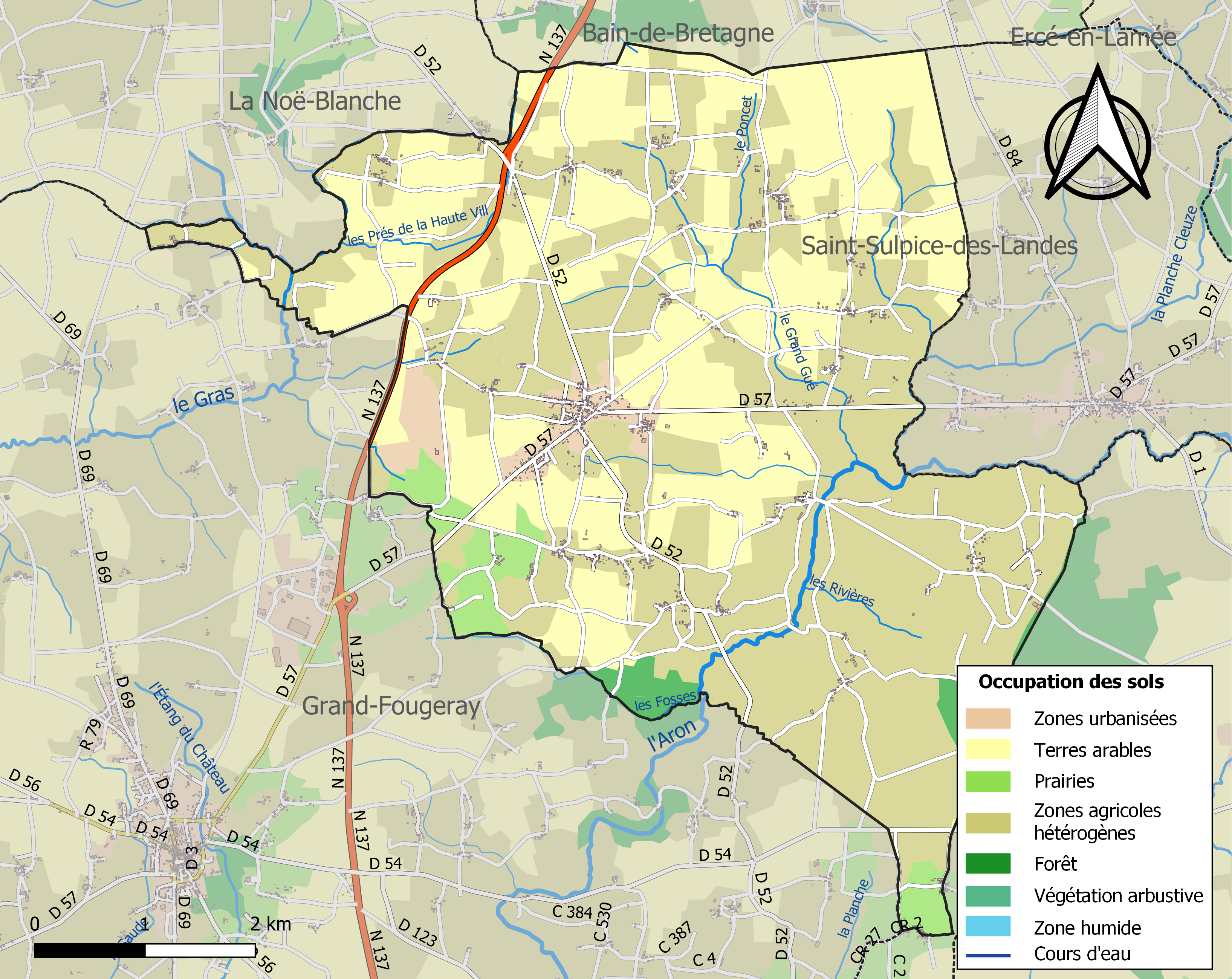
Kaart van de gemeente met belangrijkste infrastructuur, bodemgebruik en omliggende gemeenten

## Demografie
Onderstaande figuur toont het verloop van het inwonertal (bron: INSEE-tellingen).